# Domingo Méndez-Capote
Domingo Méndez-Capote (Cardenas, districte de Matanzas (Cuba), 12 de maig, 1863 - L'Havana, 16 de juny, 1934), fou un polític i militar cubà.
Estudià Dret, graduant-se com advocat el 1889. Primer va estar col·locat a la Companyia de gas de l'Havana, de la qual va ser lletrat el 1891, sent nomenat poc després auxiliar de la Facultat de Dret de la pròpia capital, i al següent any secretari i advocat de la Companyia del Ferrocarril de l'Oest. Al cap de poc temps d'esclatar la revolució va deixar el seu lloc (1895) i es va traslladar a la Manigua, sent aviat nomenat general i cap d'estat major de Máximo Gómez. Triat president de la República per la Convenció de Guaimarillo (setembre de 1897), va veure disputada la seva elecció per Calixto García, a qui recolzaven els elements militars. Per evitar dissensions es va procedir a una nova elecció, que va donar el triomf al general Bartolomé Masó, quedant Mendez com a vicepresident.
En esclatar la guerra hispanoamericana encara ocupava aquell càrrec i després va formar part de l'Assemblea nomenada pels revolucionaris; més tard, en formar el general americà Brook, el govern de l'Illa, Mendez Capote va ser nomenat ministre de l'Interior. En els primers anys va ser cap del partit conservador i en desaparèixer aquest ho va ser del moderat que es va formar al seu lloc, exercint sempre una influència preponderant a la vida política del seu país. Senador primer, va ser després vicepresident del Senat i elegit al setembre de 1905 vicepresident de la República, però va renunciar al seu càrrec l'any següent a conseqüència de la revolució que va ocasionar la caiguda del president Estrada la Palma.